# Gasztony
Gasztony è un comune dell'Ungheria di 487 abitanti (dati 2001). È situato nella contea di Vas.
È la città natale del politico ungherese Kálmán Széll.